# Tenzin Geyche Tethong
Tenzin Geyché Téthong (tibétain : བསྟན་འཛིན་དགེ་བྱེད་བཀྲས་མཐོང, Wylie : bstan 'dzin dge byed bkras mthong) né le 22 mai 1943 au Tibet est un des quatre fondateurs et premier président du Congrès de la jeunesse tibétaine (TYC) et le secrétaire du bureau privé du dalaï-lama.

## Biographie

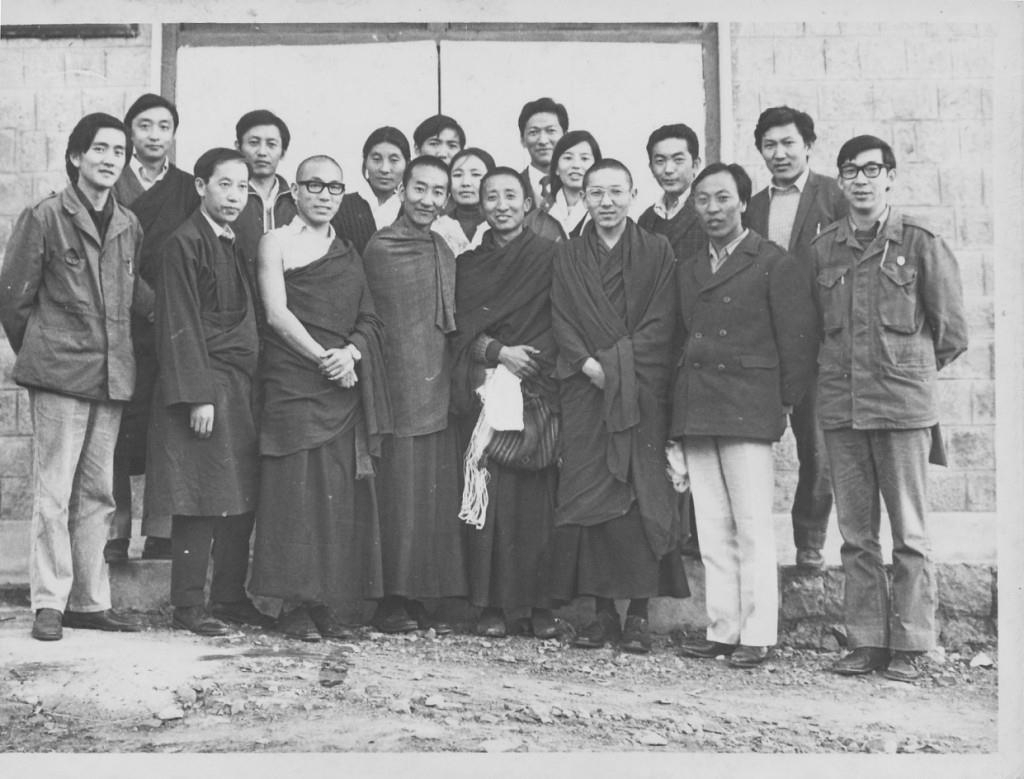
Tenzin Geyche Tethong, premier rang, sixième à partir de la gauche, avec les fondateurs du Tibetan Youth Congress, vers 1973 en Inde.

Il est né au Tibet près de Lhassa, dans une famille noble dont nombre de membres furent fonctionnaires dans le Gouvernement tibétain comme son grand-père, Gyurme Gyatso Tethong, qui fut ministre. 
Avec son père, sa mère et ses trois frères, il s'exile en Inde à Kalimpong, dès le début de l'invasion chinoise au début des années 1950.
Il fait ses études primaires et secondaires dans les écoles chrétiennes, à Kalimpong, dans un couvent, puis au l'école Saint-Augustin (en) jusqu'en 1955. 
En 1956, il rencontre le 14e dalaï-lama lors de sa 1re visite en Inde et ressent une forme de lien karmique.
De 1956 à 1963, il poursuit ses études secondaires dans différentes écoles dont la Mount Hermon School (en) de Darjeeling. En 1959, avec l'exode des Tibétains, les revenus provenant de la propriété familiale au Tibet occupé sont bloqués.
La situation financière de sa famille périclite, et il est contraint de faire des traductions. Une Britannique, Mrs Buxton, lui fournit une bourse d'études, lui permettant de terminer ses études qu'il reprend avec 3 ans de retard. Au début des années 1960, son père devient proviseur de l'école tibétaine de Simla.
À l'école de Darjeeling, il rencontre Ngari Rinpoché arrivé en Inde en 1959 avec qui il se lie d'une amitié qui dure depuis plus de 40 ans. Dans les années 1960, il prend les vœux de moines à Dharamsala et le restera pendant 15 ans. En 1964, il devient secrétaire du dalaï-lama.
Il rencontre Gyalyum Chenmo, la mère de Ngari Rinpoché et du dalaï-lama avec qui il s'entend très bien.
Dans les années 1960, à Dharamsala, la conscience politique se développe, répondant à un besoin parmi les jeunes tibétains pour prendre position pour la libération du Tibet. Avec son frère Tenzin Namgyal Tethong, Kasur Sonam Topgyal, Lodi Gyari Rinpoché et les moyens limités de la ronéo, il lance Sheja,  un journal qui devient très vite populaire, en octobre 1968 à McLeod Ganj.
Poussé par cet élan, avec trois autres Tibétains en exil, les fondateurs de Sheja, il co-fonde le Congrès de la jeunesse tibétaine (TYC) en 1970 dont il devient le président fondateur. Près de 30 ans plus tard le TYC a un rôle majeur dans la politique tibétaine en exil pour mobiliser la jeunesse et prendre position pour l'indépendance du Tibet, comme un parti politique d'opposition en regard de l'Administration centrale tibétaine, selon Tsewang Phuntsok, président du TYC.
En 1974, Ngari Rinpoché a succédé à Tenzin Geyché Téthong en tant que président du TYC.
Après 1980, il rend ses vœux de moines et se marie avec Kelsang Chukie Tethong, conservant ses fonctions de secrétaire. 
Il a été ministre de l'Administration centrale tibétaine. 
Il a participé au film 10 Questions for the Dalai Lama de Rick Ray.
Il est l'auteur d'une biographie du dalaï-lama publiée en 2020 en anglais.

## Publication
- (en) Tenzin Geyche Tethong, Gautam Pemmaraju, Tendzin Choegyal, Jane Moore (photographies), His Holiness the Fourteenth Dalai Lama: An Illustrated Biography, Interlink Books; 2021,  (ISBN 1623718775)